# Esquire
Esquire es una revista estadounidense dirigida al público masculino, con una gran tradición literaria, publicada cada mes por Hearst Communications. Fue creada en 1933 y floreció durante la Gran Depresión, guiada por el fundador y editor Arnold Gingrich.

## Historia
Esquire comenzó como una publicación para hombres, editada por David A. Smart y Arnold Gingrich. Finalmente se transformó en un periódico más refinado con énfasis en la moda masculina y en las contribuciones de Ernest Hemingway y F. Scott Fitzgerald. En los años 1940, las populares pinturas de los artistas George Petty y Alberto Vargas —las pin-ups— aumentaron las ventas de Esquire. Durante los años 1960, la revista ayudó a imponer la tendencia del Nuevo periodismo al publicar textos de escritores como Norman Mailer, Tim O'Brien, John Sack, Gay Talese y Tom Wolfe. Bajo la edición de Harold Hayes, quien ofició entre 1961 y 1973, Esquire se distinguió por el gran tamaño de sus páginas, las cuales fueron reducidas a 20 x 28 cm en 1971.

## Ficción
Desde 1969 hasta 1976, Gordon Lish ofició como editor ficticio de Esquire y se hizo conocido como el "Capitán Ficción" entre los autores cuyas carreras asistió. Lish ayudó a establecer la carrera del escritor Raymond Carver al publicar sus historias cortas en Esquire, a menudo con el disgusto de Hayes. Lish es conocido por haber alentado el minimalismo de Carver y por publicar las breves historias de Richard Ford. Usando la influyente publicación como vehículo para introducir la nueva ficción de escritores emergentes, él promovió el trabajo de diversos autores como T. Coraghessan Boyle, Barry Hannah, Cynthia Ozick y Reynolds Price.
Otros escritores que colaboraron con Esquire en esa época son William F. Buckley, Truman Capote, Murray Kempton, Malcolm Muggeridge, Ron Rosenbaum, Andrew Vachss y Garry Wills. La política de la revista de proteger a los talentos jóvenes continuó con Elizabeth Gilbert y otros.
En febrero de 1977, Esquire publicó la historia de ficción "Para Rupert - sin promesas" escrita por un anónimo. En los 44 años de la revista, esta fue la primera vez que no se identificó al autor de una obra. Los lectores especularon que la historia pertenecía a J. D. Salinger, un escritor conocido por su novela El guardián entre el centeno. Narrada en primera persona, la obra incluía eventos y nombres de la familia Glass perteneciente a la historia "For Esmé with Love and Squalor" de Salinger.

## Diseño
La revista fue el lienzo de muchos artistas e ilustradores como Abner Dean, Santiago Martínez Delgado, George Petty, TY Mahon y John Groth, por nombrar algunos. Entre sus directores de arte están Jean-Paul Goude, Paul Rand, Roger Black y Samuel Antupit.
Durante los años 1960 y usando la técnica de los anuncios impresos, el legendario publicista George Lois -el más joven de los inducidos al Salón de la Fama de los Directores de Arte- diseñó ingeniosas y llamativas portadas, como la de Andy Warhol dentro de una lata de sopa para ilustrar un artículo acerca de la muerte del vanguardismo. Las portadas de Lois incrementaron la circulación de Esquire de 500.000 ejemplares a 2 millones en una década.
Por muchos años, Esquire ha publicado los premios Dubious Achievement Awards, satirizando los eventos del año anterior. Como un gag recurrente, el artículo anual casi siempre está ilustrado con una fotografía antigua de Richard Nixon riendo, junto a la leyenda: "¿Por qué está este hombre riendo?". Sin embargo, en la edición de 2006, esta frase acompañó a una foto del exoficial del FBI, W. Mark Felt, quien reveló en 2005 haber sido «Garganta Profunda» en el escándalo Watergate. La revista utilizó nuevamente la fotografía en febrero de 2007, refiriéndose a una encuesta que indicaba que George W. Bush había vencido a Nixon como "El peor presidente de todos los tiempos".
Esquire no publicó sus premios en los años 2001 y 2002, pero los resumió en su edición 2003, que fue publicada en febrero del año siguiente.

## Sexiest Woman Alive
La presentación anual Sexiest Woman Alive («La mujer viva más sexy») se publicó entre 2003 y 2015, siendo considerada un punto de referencia del atractivo femenino.
Originalmente, era parte del número Women We Love («Mujeres que amamos») que aparecía anualmente desde 1988 (después de ser una sección del número The Passions of Men, «Las pasiones de los hombres», de junio de 1987), inicialmente titulado Woman of the Year («Mujer del año»). Para generar interés, la revista haría un adelanto, publicando imágenes parciales de la mujer en los números anteriores a la edición de noviembre. En 2007, se había convertido en la historia dominante del número y, para crear un elemento de sorpresa, se abandonaron las insinuaciones.
| Año  | Elección           | Edad | Ref.          |
| ---- | ------------------ | ---- | ------------- |
| 2004 | Angelina Jolie     | 29   | [ 4 ]         |
| 2005 | Jessica Biel       | 23   | [ 5 ]         |
| 2006 | Scarlett Johansson | 21   | [ 6 ]         |
| 2007 | Charlize Theron    | 32   | [ 7 ]         |
| 2008 | Halle Berry        | 42   | [ 8 ]         |
| 2009 | Kate Beckinsale    | 36   |               |
| 2010 | Minka Kelly        | 30   |               |
| 2011 | Rihanna            | 23   |               |
| 2012 | Mila Kunis         | 29   | [ 9 ]         |
| 2013 | Scarlett Johansson | 28   |               |
| 2014 | Penélope Cruz      | 40   | [ 10 ]        |
| 2015 | Emilia Clarke      | 27   | [ 11 ] [ 12 ] |

### Crítica
La presentación Sexiest Woman Alive consiste en una sesión de fotos de la mujer seleccionada junto con un perfil sobre ella. A lo largo de los años, el perfil en particular ha sido criticado por ser percibido como cosificante y fuertemente centrado en la mirada masculina. Después de que Penélope Cruz fuera seleccionada como la opción de 2014, Katy Waldman publicó un artículo en Slate titulado «Is it impossible to write a decent Sexiest Woman Alive profile?» («¿Es imposible escribir el perfil decente de la mujer viva más sexy?»), escribiendo que el perfil es la «última entrada repulsiva en el género repulsivo», y describiéndolo como el uso de «un lenguaje embelesado, espeluznante y sobrecalentado para no decir prácticamente nada sobre el tema, excepto que ella es 'increíblemente hermosa', 'no tiene defectos físicos', 'parece mil mujeres diferentes' y 'puede ser lo que queramos que sea'. (Asi que nada.)». Waldman, en particular, critica el uso que hace el autor del perfil, Chris Jones, de una metáfora que compara a Cruz comiendo un filete con la tauromaquia, diciendo que «todo el asunto es pretencioso, sobrescrito y demasiado satisfecho consigo mismo [...]».
Waldman también critica los perfiles anteriores de Sexiest Woman Alive, diciendo: «Los perfiles de Sexiest Woman Alive de Esquire son generalmente terribles», añadiendo que «trafican con raras metáforas piadosas y exageraciones que apuntan a indicar cuán abrumado se siente un hombre frente a una hermosa dama. Pero lo único que hacen es hacer que los hombres parezcan unos patanes babeantes». Ella cita dos ejemplos: Jessica Biel, elegida en 2005 («Esos labios líquidos, esos tobillos nacarados, esos hombros de roca: Jessica Biel es una mujer de muchas partes... Ahora, por fin, está entera. He aquí») y la elección de 2011, Rihanna («Se agarra su propio trasero radiante, lo maneja, lo ofrece, como si fuera un asado de grupa»). Waldman destaca el perfil de Ross McCammon sobre la elección de 2012, Mila Kunis, como uno de los «casos menos objetables» porque «en lugar de empañar la página con descripciones masturbatorias escabrosas, crean espacio para la voz del sujeto haciendo preguntas y citando respuestas», pero agrega que incluso «la solución McCammon (¡no hables de apariencia!) parece un poco evasiva», ya que el tema del artículo sobre la mujer más sexy del mundo «es, directamente, el atractivo carnal de una celebridad femenina». Waldman finalmente termina preguntando: «¿Queremos declarar ese tema inaceptable, al menos en manos de un periodista hombre? ¿O hay alguna manera para que los hombres escriban sobre el atractivo físico de las mujeres sin sonar como desagradables?».
El estilo de escritura de Esquire sobre las mujeres seleccionadas como la mujer más sexy del mundo ha sido citado al discutir otros artículos criticados por su lenguaje hacia las mujeres descritas en ellos. Tras un artículo de Vanity Fair de 2016 sobre Margot Robbie que recibió críticas similares, Anne Helen Petersen de BuzzFeed comparó «este tipo de lenguaje y la imposición de la mirada de un escritor (masculino) sobre la imagen de una estrella (femenina) floreciente», comparando directamente con el artículo de Penélope Cruz, describiéndolo como el autor «viendo a Penélope Cruz comer filete en el contexto de una metáfora forzada de matador»; mientras que un artículo de Lainey Gossip decía del artículo de Vanity Fair sobre Robbie, que se describe como teniendo «tanto lenguaje burlón, condescendiente y misógino», que «un párrafo dentro y ya nos han tratado con algunas tonterías al nivel de Esquire».

## Ediciones internacionales
- China
- El Salvador
- España
- Estados Unidos
- Filipinas
- Grecia
- Hong Kong
- Indonesia
- Japón
- Kazajistán
- Corea del Sur
- Malasia
- Medio Oriente
- México
- Países Bajos
- Puerto Rico
- Reino Unido
- República Checa
- Rumania
- Rusia
- Tailandia
- Taiwán
- Turquía
- Ucrania